# Мадзарино
Мадзарѝно (на италиански: Mazzarino, на сицилиански: Mazzarinu, Мадзарину) е град и община в Южна Италия, провинция Калтанисета, автономен регион и остров Сицилия. Разположен е на 553 m надморска височина. Населението на общината е 12 231 души (към 2012 г.).